# 唐古忒 (蒙古帝国)
唐古忒（羅馬化：Tanγut，羅馬化：tankqūt，见《史集》），又译作唐兀惕，是蒙古帝国皇族，成吉思汗长子朮赤的第六子。

## 生平
唐古忒兄长包括斡兒答（长子）、拔都（次子）、别儿哥（三子）等。志费尼的《世界征服者史》在叙述蒙古帝国远征罗斯和东欧的指挥官时提到，朮赤家族中有拔都、斡兒答、唐古忒三人参与。鉴于斡兒答是左翼将领，拔都是远征军总帅，推测唐古忒在远征中担任右翼将领 。
蒙古帝国的伊朗长官闊里吉思曾访问术赤兀鲁思，“先拜访唐古忒，后经花剌子模返回呼罗珊”。这表明唐古忒拥有独立于拔都的势力；其游牧地位于从钦察草原经花剌子模通往呼罗珊的途中。赤坂恒明由此推断，唐古忒是与中央兀鲁思（拔都兀鲁思）、左翼兀鲁思（斡兒答兀鲁思）并列的 “右翼兀鲁思” 首领，游牧地在花剌子模以西的曼吉什拉克半岛至恩巴河流域。唐古忒之后的右翼兀鲁思记载较少，但他的弟弟赤木台的后裔中，有人“统治自己的兀鲁思”，可能继承了唐古忒的地位。

## 世系
- 朮赤(Jöči，جوچى خان/jūchī khān)
  - 唐古忒( ＞تنکقوت/tankqūt)
    - 速别克台(Sübüdei ＞سوبادای/sūbādāy)
      - 马札儿(Maǰar ＞ماجار/mājār)
        - 古鲁克(Kürüg ＞کوروک/kūrūk)

      - 宽彻・火你赤(Kičig qoniči ＞کیجیک قونیچى/kījīk qūnīchī)
        - 不剌察儿(Boračar ＞بوراچار/būrāchār)
        - 古赤・帖木儿(Küče temür ＞کویجا تیمور/kūyjā tīmūr)
        - 亦失坛(Išten ＞یشتان/īshtān)
        - 都剌秃(Dortu ＞دورتو/dūrtū)

    - 脱忽思(Toqus ＞توقوز/tūqūz)
      - 豁林台(Qalimutai ＞قاریموتای/qālīmūtāy)
      - 阿儿斯兰(Arslan ＞اریسلان/arīslān)
      - 不剌勒吉( ＞بورالقی/būrālqī)[1]